# Bois de Coolgardie
Localisation
Les bois de Coolgardie forment une écorégion définie par le fonds mondial pour la Nature (WWF) qui couvre une zone de plus de 140 000 km² au sud de l'Australie-Occidentale. Elle appartient à l'écozone australasienne et au biome des forêts, terres boisées et broussailles méditerranéennes.